# Wan Hu

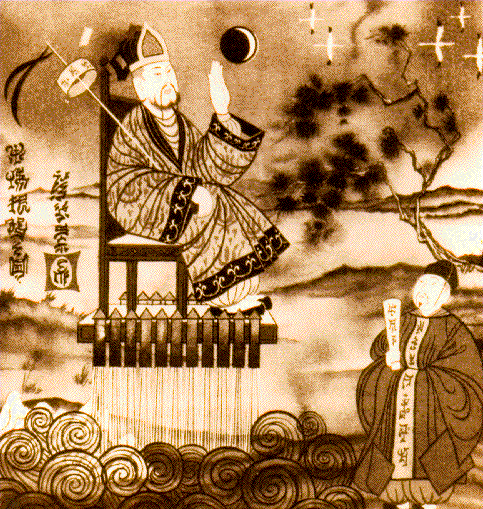
Wan Hu

Wan Hu (possivelmente 萬虎 ou 萬戶) foi um funcionário da corte durante a dinastia Ming que, segundo a lenda, foi o primeiro astronauta, tendo viajado à Lua por volta do ano 1000.
De acordo com a lenda, Wang Hu queria chegar à Lua. Para isso, amarrou à sua cadeira duas grandes pipas, por sua vez presas a vários foguetes a pólvora. Sentado nesta espaçonave artesanal, no alto de uma colina, mandou que seus servos acendessem os foguetes. Houve uma grande explosão e, quando a fumaça se dissipou, Wan Hu e sua cadeira voadora haviam desaparecido.
Em homenagem ao lendário astronauta, uma cratera lunar recebeu em 1970 o nome de Wan Hoo.
No episodio 24 da série de TV Mythbusters, o voo de Wan Hu foi recriado com foguetes de pólvora como os da lenda. A cadeira explodiu na plataforma de lançamento.